# 戈里科耶湖 (新奇欣斯基區)

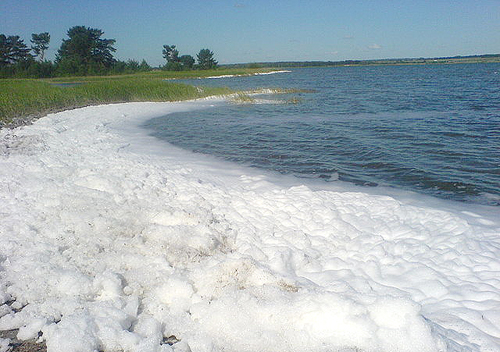

52°16′31″N 81°21′02″E / 52.2752°N 81.3506°E
戈里科耶湖（俄语：Горькое озеро），是俄羅斯的湖泊，位於該國南部，由阿爾泰邊疆區負責管轄，長25公里、寬3.8公里，海拔高度212米，該湖泊是風箏衝浪的熱門地點。